# Виндхаг-бай-Фрайштадт
Виндхаг-бай-Фрайштадт (нем. Windhaag bei Freistadt) — ярмарочная коммуна (Marktgemeinde) в Австрии, в федеральной земле Верхняя Австрия.
Входит в состав округа Фрайштадт. Население составляет 1676 человек (на 31 декабря 2005 года). Занимает площадь 43 км². Официальный код — 40626.

## Политическая ситуация
Бургомистр коммуны — Альфред Клепач (АНП) по результатам выборов 2003 года.
Совет представителей коммуны (нем. Gemeinderat) состоит из 19 мест.
- АНП занимает 12 мест.
- СДПА занимает 5 мест.
- АПС занимает 2 места.